# درد دنبالچه
درد دنبالچه (Coccydynia یا Coccygodynia) درد ناحیه دنبالچه است که معمولاً به خاطر نشستن ناگهانی ایجاد می‌شود.
درد دنبالچه درد نسبتاً شایعی در انتهای ستون فقرات به شمار می‌آید که به استخوان خاجی و بین پاها انتشار می‌یابد. شیوع آن در زنان بیش از مردان  است. از علل شایع آن می‌توان به ضربه مستقیم ناشی از لگد  یا زمین خوردن با نشیمنگاه اشاره کرد. از سایر علل آن می‌توان به کشیدگی لیگامان‌های خاجی-دنبالچه‌ای Sacrococcygeal ، زایمان طبیعی و شکستگی استخوان دنبالچه و التهاب مفصل استخوان دنبالچه  با خاجی اشاره نمود.

## تشخیص
درد ناحیه دنبالچه ای خاجه ای، درد دنبالچه نامیده می شود. برای رسیدن به این تشخیص، با فشار بر سر دنبالچه، درد اختصاصی احساس می شود. در بعضی موارد فشار بر مفصل دنبالچه خاجی دردناک است.

## ماساژ دنبالچه
درد دنبالچه به عنوان ناراحتی مقاوم به درمان مشهور است. ماساژ می‌تواند به عنوان یک درمان مراقبتی برای درمان درد دنبالچه استفاده شود. ماساژ به منظور شل و منبسط کردن عضلات ناحیه دنبالچه انجام می‌شود تا به دنبالچه کمک کند به موقعیت درست خود بازگردد. لیکن ماساژ عضلات بالابرنده مقعد و تزریق، موفقیت ناچیزی دارند. در مقابل درد دنبالچه ناشی از افتادن یا زایمان با روش های ماساژ اصلاحی تقریبا در اکثر موارد به سرعت درمان می شوند. این روش خاص جا اندازی موجب کنترل درد دنبالچه و درمان کامل در رفتگی و نیمه در رفتگی دنبالچه در اکثر بیماران می‌شود زیرا کوکسیکس را به محل طبیعی باز می گرداند لذا ماساژ درمانی بهترین روش برای درمان درد استخوان دنبالچه است که به تسکین درد عضلات کشیده و گرفته کمک می‌کند.
اگر استخوان دنبالچه در رفته باشد، بهترین درمان درد دنبالچه، بدون جااندازی و دستکاری وضعیت ناحیه دنبالچه غالبا غیر قابل انجام است لذا باید جا انداخته شود. دستکاری تسکین درد را برای اغلب بیماران به ارمغان می‌آورد و درد آرام می شود. دستکاری استخوان دنبالچه از راه راست روده انجام می‌شود. در این روش استخوان دنبالچه را از راه رکتوم (راست روده) به سمت صحیح حرکت می‌دهند. دستکاری دنبالچه در این شرایط شامل حرکت دادن دنبالچه و ایجاد کشش در آن (و نیز کشش در عضلات متصل به آن) با روش‌های مناسب است. برای این کار، ساختارهای عضلانی دردناک مثل عضلات لواتور آنی، کوکسیژئوس یا پیریفورمیس دستکاری می‌شوند. برای این کار از تکنیک‌های آزادسازی میوفاسیال استفاده می‌شود. همچنین، از مدالیته‌های موضعی هم می‌توان کمک گرفت.
البته درد دنبالچه ممکن است با ماساژ عضلات کف لگن که به استخوان دنبالچه متصل هستند، تسکین پیدا کند و یا حتی به کلی برطرف شود چراکه گرفتگی و انقباض عضلات در این ناحیه موجب وارد شدن فشار بیشتر به رباط ها و مفصل بین دنبالچه و استخوان خاجی می‌شود و با کشیدن استخوان دنبالچه، حرکت پذیری این مفصل را کاهش می‌دهد. لیکن انجام ماساژهای اصلاحی روی استخوان دنبالچه در اکثر بیماران موجب تسکین درد می‌شود چراکه در حین انجام ماساژ اصلاحی، مفصلی که بین استخوان دنبالچه و استخوان خاجی قرار دارد جااندازی می‌شود و در مواردی درد دنبالچه ناشی از حرکت نامناسب این مفصل است.
دریافت ماساژ از یک متخصص ماساژ می‌تواند تا حد زیادی به کاهش درد کمک کند. به منظور دریافت ماساژ صحیح و تسکین درد ناحیه دنبالچه، بیمار لازم است درمانگر را به محل دقیق درد هدایت کند. ماساژ نباید تجربه‌ای دردناک باشد. درمانگران ماهر می‌توانند به بهبود حساسیت و نقاط تنش در بافت‌ها، ناحیه کمر، عضلات کم‌حجم و عضلات کف لگن کمک کنند و موجب جااندازی دقیق و بدون درد دنبالچه شوند.

## شیوه ماساژ دنبالچه
برای کف لگن، ماساژ را می‌توان به‌صورت خارجی، واژینال (در زنان) یا رکتال انجام داد. گاهی اوقات سوزش خفیف می‌تواند در کاهش حساسیت بافت نرم نیز مفید باشد. لذا ماساژ متقاطع عضلات یا حرکت دادن بافت نرم مفید می باشد. ماساژ دنبالچه شامل دستکاری استخوان دنبالچه و یا ماساژ عضلات لگن (لواتور آنی و پیریفورمیس است). ماساژ دنبالچه به 2 صورت خارجی و داخلی انجام می‌شود.
در ماساژ خارجی می‌توان جهت کشیده‌ شدن دنبالچه به سمت پوست و همچنین انقباض عضلات لگن از روش‌های کششی استفاده کرد. دنبالچه می‌تواند از خارج از بدن، درحالی‌که بیمار نشسته است، تحریک شود. ماساژ بافت عمیق می‌تواند به آزادسازی تنش در قسمت دنبالچه ای کمک شایانی کند و سبب تسکین فشار و درد در نقاط تحریکی ناحیه دنبالچه و عضلات اطراف آن شود. ماساژ باید روی عضلات باسن، سرین و پایین کمر انجام شود. افزایش و بهبود جریان خون بعد از ماساژ، ریلکسیشن، انعطاف پذیری و کشش را به رباط های ناحیه کوکسیکس باز می‌گرداند.  این شیوه با کشیدن استخوان پشتی دنبالچه به سمت پوست انجام می‌شود. این روش می‌تواند در موقعیت نشسته، درازکش یا خوابیدن به پهلو انجام شود. درمانگر دنبالچه را لمس می‌کند و آن را به سمت عقب می‌کشاند. پس از نگه داشتن آن به مدت ۱۰ تا ۶۰ ثانیه، بافت اطراف دنبالچه باید شروع به آزاد شدن کند. می‌توان همراه با ماساژ خارجی از تکنیک‌های کششی نیز استفاده کرد. هنگامی که دنبالچه به سمت عقب کشانده شد، از بیمار درخواست می‌شود به مدت ۳ تا ۵ ثانیه عضلات کف لگن خود را به صورت ملایم منقبض کند. پس از شل کردن عضلات، می‌توان دنبالچه را بیشتر به سمت عقب حرکت داد.
ماساژ داخلی با قرار دادن یک انگشت داخل مقعد و ماساژ عضلات و رباط های متصل به دنبالچه انجام می‌شود. بهترین راه برای تحریک دنبالچه با ماساژ داخلی رکتوم است. ماساژ رکتوم ممکن است شامل تحریک مستقیم برای فلکشن یا اکستنشن و منحرف کردن دنبالچه باشد. هدف ماساژ کاهش حساسیت و درد بافت نرم و بهبود تحرک دنبالچه، مفصل و کمر می باشد. این روش می‌تواند برای حرکت دادن دنبالچه به تمامی جهات جلو، عقب، چپ و راست مورد استفاده قرار گیرد. اگر دنبالچه از جای خود خارج‌ شده باشد، درمانگر می‌تواند برای بازگرداندن آن به جای خود از این روش استفاده کند. این روش بسیار حساس است و لازم است درمانگر قبل از شروع درمان، روند کار را به طور کامل برای بیمار توضیح دهد.

## فواید تکنیکهای ماساژ دنبالچه

### ماساژ تراپی درد دنبالچه
التهاب عضلات پایین لگن یکی از عوامل درد دنبالچه است. با ماساژ عضلات ملتهبی که به دنبالچه وصل می شوند می توان درد باسن را کاهش داد. این عضلات باعث فشار اضافی بر روی رباط ها و مفاصل می شوند که باعث تحریک دنبالچه خواهند شد.

### موبیلیزاسیون یا دستکاری وضعیت ناحیه
موبیلیزاسیون چندین فایده برای درد دنبالچه دارد. از موبیلیزاسیون هم می توان برای تنظیم مجدد موقعیت دنبالچه استفاده کرد هم برای از بین بردن خشکی و سفتی آن. دقت کنید که این تکنیک نیاز به مهارت و تجربه زیاد است پس در انتخاب درمان گر خود دقت نمایید.

### مانیپولاسیون یا جااندازی
در مانیپولاسیون یک شوک ناگهانی به دنبالچه وارد می شود. این شوک به کاهش فشار از روی اعصاب و ساختارهای حساس اطراف دنبالچه کمک می کند و درد نشیمنگاه را کاهش می دهد. این کار فقط برای یک دقیقه انجام می شود، تا از آسیب یا تحریکات مخاط مقعد جلوگیری شود.

## روش های اجرای ماساژ دنبالچه

### ماساژ عضلات بالابرنده مقعد
تیل این ماساژ را پیشنهاد نمود. فرانسون این را روشی موثر می داند. اما معتقد است اثر آن همیشگی نیست.تعیین دفعات ماساژ ضروری است.

### ماساژ اصلاحی مِنِل
مانیپولاسیون (جااندازی) به همراه موبیلیزاسیون (دستکاری وضعیت ناحیه) دنبالچه پیشنهاد می شود. این عمل با گرفتن دنبالچه بین شست (از خارج) و انگشت نشانه (از داخل رکتوم) اجرا می شود و انجام حرکت به عقب و جلو و چرخش گاهی موفقیت خوبی دارد. در این روش دنبالچه را به مدت یک دقیقه خم و راست می‌کنند. دستکاری دنبالچه به این شیوه، تا حدودی درد را به مدت طولانی تسکین می دهد؛ این درمان بیشتر برای افراد دارای دردهای کوتاه مدت و درد ناشی از تروما جواب می‌دهد.

### ماساژ اصلاحی مین
بیمار در وضعیت خوابیده روی شکم قرار می گیرد. درمانگر انگشت نشانه را داخل رکتوم قرار می دهد (سطح نرم انگشت در مقابل و زیر سطح خاجی قرار می گیرد). معاینه کننده نبایستی دنبالچه را بکشد؛ فقط آن را در حداکثر اکستانسیون نگه می دارد. سپس درمانگر پاشنه دست چپ را بر روی سطح خلفی خاجی گذاشته و فشار محکم و پیشرونده ای وارد می آورد.این فشار بیست تا سی ثانیه ادامه می یابد در حالی که انگشت نشانه راست، دنبالچه را در حداکثر خمیدگی به عقب نگه می دارد. بدون عقب کشیدن، در یک لحظه شُل شدن نهایی را که احتمالا از عضلات بالابرنده مقعد است حس می کند. در این لحظه مانور پایان می یابد.

### ماساژ اصلاحی دیگر
روش درمان دیگری را برای درمان این درد می توان مورد استفاده قرار داد. برای انجام مانیپولاسیون (جااندازی)، بیمار به حالت سجده روی تخت قرار می گیرد. در این حالت درمانگر انگشت سبابه را وارد مقعد می کند. سطح نرم نوک انگشت سبابه را کمی بالاتر از مفصل خاجی دنبالچه قرار داده و وجود جا به جایی در این ناحیه را بررسی می نماید. سپس با نگهداری دنبالچه، از بیمار خواسته شود که به تدریج به حالت خوابیده روی شکم برود. در همین حالت شست دست چپ در روی مفصل خاجی خاصره ای حرکت را کنترل نموده و احساس می کند که دنبالچه به حالت عادی برمی گردد. پس از آن عضلات بالابرنده مجدداً لمس شده و در صورت نیاز آنها را ماساژ و کشش می دهیم و عمل پایان می پذیرد.